# Восход (Курганская область)
Восход — село в Мишкинском районе Курганской области России. До преобразования в конце 2021 года муниципального района в муниципальный округ являлось административным центром Восходского сельсовета.

## География
Село находится в западной части Курганской области, в лесостепной зоне, между озёрами Ситово и Юзино, на расстоянии примерно 8 километров (по прямой) к востоку-юго-востоку (ESE) от Мишкина, административного центра района.
Климат
Климат характеризуется как континентальный, с недостаточным увлажнением, холодной малоснежной зимой и тёплым сухим летом. Среднегодовая температура воздуха — 2,1 °С. Средняя максимальная температура воздуха самого тёплого месяца (июля) составляет 23 — 26 °C. Безморозный период длится в течение 115—119 дней в году. Среднегодовое количество атмосферных осадков составляет 370—380 мм.

## Население
| 1989 | 2002 | 2010 |
| ---- | ---- | ---- |
| 1098 | ↘992 | ↘806 |

Национальный состав
Согласно результатам Всероссийской переписи населения 2002 года, в национальной структуре населения русские составляли 93 %